# Wirtgensmühle
Wirtgensmühle (en luxembourgeois : Wirtgensmillen ) est une localité de la commune luxembourgeoise de Clervaux située dans le canton éponyme.

## Géographie
Située sur la Clerve, elle fait partie de la section de Weicherdange entre les localités de Kaaspelterhof et Mecher. On y accède par le CR325.

## Toponymie
Wirtgensmühle est un mot composé de Wirtgens et Mühle (« moulin » en allemand). L'équivalent du toponyme en luxembourgeois reprend cette composition avec le terme de Millen qui a le même sens.